# Organización Iberoamericana de Seguridad Social
La Organización Iberoamericana de Seguridad Social, también conocida por su acrónimo OISS, es un organismo intergubernamental que trata de promover el bienestar económico y social de los países que integran la Comunidad Iberoamericana mediante el intercambio de experiencias relacionadas con la Seguridad Social. La OISS se constituyó como tal en el segundo Congreso iberoamericano de Seguridad Social celebrado en 1954 en Lima.
Carlos Martí Bufill, impulsor detrás de la creación de la OISS, ejerció de secretario general del consejo asesor de la organización en los congresos de Lima (1954), Quito (1958) y Bogotá (1964).